# Kínai történet 2.
A Kínai történet 2. (kínaiul: 黃飛鴻之二男兒當自強, pinjin: Huáng Fēihǒng zhi èr Nánér dāng zìqiáng, magyaros átírással: Huang Fej-hung cse er Naner tang cecsiang) 1992-ben bemutatott hongkongi harcművészeti film, Tsui Hark rendezésében. A főszerepben Jet Li és Donnie Yen látható. A főcímdalt, mely kultuszdallá vált a harcművészetet kedvelők körében, Jackie Chan énekli. Yuen Woo-ping koreográfiáját 1993-ban a Hong Kong Film Awards legjobb koreográfia díjával jutalmazták.

## Történet
Dr. Huang Fej-hung (Wong Fei-hung) 13-as nénivel és Foonnal Kantonba utazik egy orvosi konferenciára, ahol az akupunktúrát akarják bemutatni a nyugati orvosoknak. A város azonban csatatér, mióta az idegengyűlölő Fehér Lótusz Szekta tagjai arra adták a fejüket, hogy meggyilkoljanak minden külföldit és leromboljanak minden nyugati építményt. Fei-hungnak nem csupán a szekta sebezhetetlennek tartott vezetőjével kell elbánnia, de még a köztársaságért harcoló felkelőknek is segítenie kell kijutni a városból, miközben 13-as Nénikéje iránti vonzalmával is küszködik.